# Dade City North
Dade City North ist ein census-designated place (CDP) im Pasco County im US-Bundesstaat Florida. Das U.S. Census Bureau hat bei der Volkszählung 2020 eine Einwohnerzahl von 3.002 ermittelt.

## Geographie
Dade City North grenzt im Süden direkt an Dade City und liegt etwa 50 km nördlich von Tampa. Der CDP wird vom U.S. Highway 98 durchquert.

## Demographische Daten
Laut der Volkszählung 2010 verteilten sich die damaligen 3113 Einwohner auf 878 Haushalte. Die Bevölkerungsdichte lag bei 662,3 Einw./km². 49,2 % der Bevölkerung bezeichneten sich als Weiße, 11,9 % als Afroamerikaner, 0,8 % als Indianer und 0,1 % als Asian Americans. 35,6 % gaben die Angehörigkeit zu einer anderen Ethnie und 2,4 % zu mehreren Ethnien an. 63,0 % der Bevölkerung bestand aus Hispanics oder Latinos.
Im Jahr 2010 lebten in 52,1 % aller Haushalte Kinder unter 18 Jahren sowie 19,9 % aller Haushalte Personen mit mindestens 65 Jahren. 74,5 % der Haushalte waren Familienhaushalte (bestehend aus verheirateten Paaren mit oder ohne Nachkommen bzw. einem Elternteil mit Nachkomme). Die durchschnittliche Größe eines Haushalts lag bei 3,50 Personen und die durchschnittliche Familiengröße bei 3,95 Personen.
38,1 % der Bevölkerung waren jünger als 20 Jahre, 30,9 % waren 20 bis 39 Jahre alt, 20,4 % waren 40 bis 59 Jahre alt und 10,8 % waren mindestens 60 Jahre alt. Das mittlere Alter betrug 27 Jahre. 51,8 % der Bevölkerung waren männlich und 48,2 % weiblich.
Das durchschnittliche Jahreseinkommen lag bei 28.469 $, dabei lebten 38,7 % der Bevölkerung unter der Armutsgrenze.
Im Jahr 2000 war Englisch die Muttersprache von 42,76 % der Bevölkerung und Spanisch sprachen 57,24 %.